# هکتور سوتو
هکتور سوتو (انگلیسی: Héctor Soto) (زاده ۲۸ ژوئن ۱۹۸۷) بازیکن والیبال اهل پورتوریکو، عضو و کاپیتان تیم ملی والیبال پورتوریکو و باشگاه کاپیتانس د آرسیبو است. سوتو در اوایل ورزش حرفه‌ای خود والیبال ساحلی را برگزید و بعد به والیبال سالنی رو آورد. سوتو به همراه پورتوریکو به مدال نقره جام ملت‌های نورسکا ۲۰۰۷ دست یافت و در همین تورنومنت باارزش‌ترین بازیکن انتخاب شد. او همچنین در جام جهانی ۲۰۰۷ و جام ملت‌های نورسکا ۲۰۰۷ به عنوان امتیازآورترین بازیکن رقابت‌ها رسید.